# Myopias sonthichaiae
Myopias sonthichaiae (лат.) — вид муравьёв рода Myopias (Formicidae) из подсемейства понерины (Ponerinae). Название дано в честь таиландского мирмеколога Assoc. Prof. Sauwapa Sonthichai (Чиангмайский университет).

## Распространение
Юго-Восточная Азия, Таиланд.

## Описание
Среднего размера муравьи (около 0,7 см) в основном чёрного (усики, жвалы и частично ноги красновато-коричневые).
Отличается следующими признаками: глаза у рабочих сравнительно крупные и состоят примерно из 13—15 омматидиев по длиннейшей оси, размеры средние для своего рода (общая длина тела рабочих TL от 6,50 до 9,30 мм, ширина головы HW от 1,49 до 1,57 мм, самки крупнее, их длина более 1 см), жевательный край мандибул с 5 зубцами, тело частично гладкое и блестящее с многочисленными ямками-пунктурами.
Усики 12-члениковые. Мандибулы узкие и длинные, с клипеусом не соприкасаются, когда закрыты. Глаза самок расположены в передней боковой половине головы. Жвалы прикрепляются в переднебоковых частях передней поверхности головы. Медиальный клипеальный выступ прямой. Стебелёк между грудкой и брюшком состоит из одного членика (узловидного петиолюса) с округлой верхней частью. Брюшко с сильной перетяжкой на IV сегменте. Коготки задних ног простые, без зубцов на их внутренней поверхности. Голени задних ног с двумя шпорами (одной крупной гребневидной и другой простой и мелкой). Жало развито. Вид был впервые описан в 2018 году таиландскими мирмекологами по рабочим особям и самкам.